# Лоди
За провинция Лоди вижте Лоди (провинция).
Ло̀ди (на италиански: Lodi), на местния диалект Лод (Lod), е град и община в Северна Италия.

## География
Разположен е край река Ада в едноименната провинция Лоди на област Ломбардия. Надморското равнище на града е 80 м. Населението му е от 43 591 жители към 1 януари 2009 г.

## История
Първите сведения за града датират от времето, когато на мястото на днешния град е имало келтско селище. В началото на II век Лоди получава статут на град.

## Личности
Родени
- Ада Негри (1870 – 1945), италианска поетеса

## Побратимени градове
- Констанц, Германия
- Лоудай, Калифорния, САЩ
- Оменя, Италия